# Podadenia sapida
Podadenia es un género monotípico perteneciente a la familia de las euforbiáceas. Su única especie: Podadenia sapida es originaria de Sri Lanka.

## Taxonomía
Podadenia sapida fue descrita por George Henry Kendrick Thwaites y publicado en Enumeratio Plantarum Zeylaniae 274. 1861.
Sinonimia
- Podadenia thwaitesii Müll.Arg.
- Ptychopyxis thwaitesii (Müll.Arg.) Croizat
- Ptychopyxiz thwaitesii (Müll. Arg.) Croizat
- Stylanthus thwaitesii Baill.[3][4]